# Vibeke Skofterud
Vibeke Westbye Skofterud (Askim, 20 aprile 1980 – Arendal, 29 luglio 2018) è stata una fondista norvegese.

## Biografia
In Coppa del Mondo ha esordito l'8 marzo 2000 nella sprint a tecnica classica di Oslo (25ª), ha ottenuto il primo podio l'8 dicembre 2001 nella 5 km a tecnica classica di Cogne (3ª) e la prima vittoria il 16 dicembre successivo nella staffetta di Davos.
In carriera ha preso parte a due edizioni dei Giochi olimpici invernali, Salt Lake City 2002 (28ª nella 15 km, 8ª nella 30 km, 21ª nella sprint, 28ª nell'inseguimento) e Vancouver 2010 (22ª nella 10 km, non conclude l'inseguimento, 1ª nella staffetta), e a cinque dei Campionati mondiali, vincendo quattro medaglie.
È morta nel 2018 all'età di 38 anni a seguito di un incidente con la moto d'acqua.

## Palmarès

### Olimpiadi
- 1 medaglia:
  - 1 oro (staffetta a Vancouver 2010)

### Mondiali
- 4 medaglie:
  - 2 ori (staffetta a Oberstdorf 2005; staffetta a Oslo 2011)
  - 1 argento (staffetta a Val di Fiemme 2003)
  - 1 bronzo (staffetta a Sapporo 2007)

### Coppa del Mondo
- Miglior piazzamento in classifica generale: 11ª nel 2002 e nel 2012
- 34 podi (12 individuali, 22 a squadre):
  - 16 vittorie (a squadre)
  - 9 secondi posti (6 individuali, 3 a squadre)
  - 9 terzi posti (6 individuali, 3 a squadre)

#### Coppa del Mondo - vittorie
| Data             | Luogo                | Paese     | Disciplina                                                                        |
| ---------------- | -------------------- | --------- | --------------------------------------------------------------------------------- |
| 16 dicembre 2001 | Davos                | Svizzera  | 4x5 km (con Tina Bay, Bente Skari e Hilde Gjermundshaug Pedersen)                 |
| 24 novembre 2002 | Kiruna               | Svezia    | 4x5 km (con Anita Moen, Bente Skari e Maj Helen Sorkmo)                           |
| 8 dicembre 2002  | Davos                | Svizzera  | 4x5 km (con Bente Skari, Hilde Gjermundshaug Pedersen e Maj Helen Sorkmo)         |
| 23 novembre 2003 | Beitostølen          | Norvegia  | 4x5 km (con Hilde Gjermundshaug Pedersen, Kristin Størmer Steira e Marit Bjørgen) |
| 14 dicembre 2003 | Davos                | Svizzera  | 4x5 km (con Marit Bjørgen, Kristin Mürer Stemland e Hilde Gjermundshaug Pedersen) |
| 11 gennaio 2004  | Otepää               | Estonia   | 4x5 km (con Hilde Gjermundshaug Pedersen, Kristin Størmer Steira e Marit Bjørgen) |
| 22 febbraio 2004 | Umeå                 | Svezia    | 4x5 km (con Marit Bjørgen, Kristin Størmer Steira e Hilde Gjermundshaug Pedersen) |
| 21 novembre 2004 | Gällivare            | Svezia    | 4x5 km (con Kine Beate Bjørnås, Hilde Gjermundshaug Pedersen e Marit Bjørgen)     |
| 20 novembre 2005 | Beitostølen          | Norvegia  | 4x5 km (con Ella Gjømle, Hilde Gjermundshaug Pedersen e Marit Bjørgen)            |
| 19 novembre 2006 | Gällivare            | Norvegia  | 4x5 km (con Hilde Gjermundshaug Pedersen, Kristin Størmer Steira e Marit Bjørgen) |
| 25 novembre 2007 | Beitostølen          | Norvegia  | 4x5 km (con Astrid Uhrenholdt Jacobsen, Therese Johaug e Marit Bjørgen)           |
| 9 dicembre 2007  | Davos                | Svizzera  | 4x5 km (con Kristin Mürer Stemland, Kristin Størmer Steira e Therese Johaug)      |
| 21 novembre 2010 | Gällivare            | Svezia    | 4x5 km (con Therese Johaug, Kristin Størmer Steira e Marit Bjørgen)               |
| 19 dicembre 2010 | La Clusaz            | Francia   | 4x5 km (con Therese Johaug, Kristin Størmer Steira e Marit Bjørgen)               |
| 20 novembre 2011 | Sjusjøen             | Norvegia  | 4x5 km (con Therese Johaug, Kristin Størmer Steira e Marit Bjørgen)               |
| 12 febbraio 2012 | Nové Město na Moravě | Rep. Ceca | 4x5 km (con Therese Johaug, Astrid Uhrenholdt Jacobsen e Marit Bjørgen)           |
| 25 novembre 2012 | Gällivare            | Svezia    | 4x5 km (con Therese Johaug, Martine Ek Hagen e Marit Bjørgen)                     |

Legenda:

MS = partenza in linea

PU =inseguimento

TC = tecnica classica

TL = tecnica libera

#### Coppa del Mondo - competizioni intermedie
- 3 podi di tappa:
  - 1 secondo posto
  - 2 terzi posti

#### Marathon Cup
- Miglior piazzamento in classifica generale: 11ª nel 2012
- 1 podio:
  - 1 vittoria

##### Marathon Cup - vittorie
| Data         | Gara       | Luogo | Paese  | Distanza    |
| ------------ | ---------- | ----- | ------ | ----------- |
| 4 marzo 2012 | Vasaloppet | Mora  | Svezia | 90 km TC MS |

Legenda:

MS = partenza in linea

TC = tecnica classica